# Lenomyrmex mandibularis
Lenomyrmex mandibularis är en myrart som beskrevs av Fernandez och Palacio G. 1999. Lenomyrmex mandibularis ingår i släktet Lenomyrmex och familjen myror. Inga underarter finns listade i Catalogue of Life.